# やまだひさしのニコラジ
『やまだひさしのニコラジ』とは、ニコニコ動画の生放送コーナーで2010年4月1日から開始した番組である。パーソナリティはやまだひさし。毎週月曜日から木曜日の22:00 - 23:00(JST)に放送される。ただし、ときどき放送時間が延長されることがある。

## スタッフ
- Fooさん - イラスト作成などを担当。笛がうまいからこのあだ名が付けられた。
- おぱやん - 火曜担当作家。
- 偽乳 - 水曜担当作家。
- 出禁 - 木曜担当作家。
- 百花繚乱 - 木曜担当アシスタント。